# Gesundheitssystem in Österreich
Das österreichische Gesundheitswesen gewährleistet ein hohes Maß an Zugangsgerechtigkeit und besitzt ein starkes ethisch fundiertes solidarisches Krankenversicherungssystem. In Österreich waren 2011 über 99,9 % der Bevölkerung krankenversichert. Allerdings gibt es trotz der Gesundheitsreformen zwischen 2005 und 2012 in Österreich weiterhin Verbesserungsbedarf bei der Koordination und Steuerung des Gesundheitswesens. Fragmentierte Zuständigkeiten erschweren die Identifikation des Versorgungsbedarfs.
Österreich hat im Vergleich zu anderen europäischen Ländern die höchste Anzahl stationäre Aufenthalte pro 100 Einwohner. Internationale Vergleiche zeigen, dass in Österreich vor allem im intramuralen Bereich eine Überversorgung besteht.

## Gesetzliche Grundlagen

### Krankenanstalten (intramuraler Bereich)
Für Spitalsangelegenheiten obliegt die Grundsatzgesetzgebung dem Bund. Die Ausführungsgesetzgebung und die Vollziehung sind Angelegenheiten der Länder.
Vereinbarungen zwischen Bund und den Ländern verfolgen neben der Sicherstellung des Finanzierungserfordernisses auch das Ziel, österreichweit ein gleichwertiges Niveau der Gesundheitsversorgung mit hoher Qualität sicherzustellen. Vereinbart ist auch eine über die Ländergrenzen hinausgehende Abstimmung. Auf Bundesebene ist dazu ein Strukturfonds eingerichtet. Dieser wird von einer Kommission geleitet, die sich aus Vertretern der mit dem Spitalswesen befassten Stellen zusammensetzt (Bund, Länder, Sozialversicherung, Städte- und Gemeindebund, Bischofskonferenz, Evangelischer Oberkirchenrat, Ärztekammer, Patientenanwaltschaften). Die Strukturkommission hat die Grundlagen für das Krankenanstaltenfinanzierungssystem festzulegen und weiterzuentwickeln.
Die Länder sind verpflichtet einen Krankenanstaltenplan zu erlassen, der im Rahmen des Österreichischen Strukturplan Gesundheit Vorgaben für die Fondskrankenanstalten enthält.

### Extramuraler Bereich
Der extramurale Bereich ist größtenteils Bundesgesetzgebung (z. B. Ärztegesetz, Psychologengesetz, Allgemeines Sozialversicherungsgesetz). Große praktische rechtliche Bedeutung haben neben Verordnungen der jeweiligen Bundesministerien auch die sogenannten Richtlinien des Hauptverbands der österreichischen Sozialversicherungsträger sowie die Satzungen und Krankenordnungen der Sozialversicherungsträger.
Im Zuge der Art. 15a-Vereinbarung für die Jahre 2008 bis 2013 wurden sogenannte regionale Strukturpläne Gesundheit (je ein RSG pro Bundesland) vorgesehen, welche sowohl den intra- als auch den extramuralen Bereich umfassen sollen. Zuständig für die Beschlussfassung über diesen RSG ist die jeweilige Landesgesundheitsplattform des Bundeslandes.

### Versicherung
In Österreich besteht die Pflichtversicherung für alle unselbständig Erwerbstätigen, eine Wahl des Versicherungsträgers ist nicht möglich. Der zuständige Versicherungsträger ist abhängig vom Beschäftigungsort bzw. vom Arbeitgeber.
Bei selbständig Erwerbstätigen besteht ebenfalls die Pflichtversicherung. Je nach Kammerzugehörigkeit kann eine Wahl des Versicherungsträgers möglich sein (Versicherungspflicht).
Der Beginn der Versicherung erfolgt für unselbständig Erwerbstätige durch die Aufnahme der Beschäftigung, dem Arbeitgeber obliegt unabhängig vom Entstehen der Versicherung die entsprechende Meldeverpflichtung gegenüber dem zuständigen gesetzlichen Krankenversicherungsträger. Bei Gewerbetreibenden entsteht die Versicherung durch das Anmelden des Gewerbes. Arbeitslose und Sozialhilfeempfänger sind automatisch versichert. Familienmitglieder wie nicht erwerbstätige Ehepartner und Kinder werden mitversichert.
Durch die Aufnahme verschiedener Erwerbstätigkeiten kann es zu einer Mehrfachversicherung kommen. Die Höhe der Versicherungsbeiträge ist für das Jahr durch die Höchstbeitragsgrundlage gedeckelt. Darüber hinausgehende Beitragszahlungen müssen bei der Mehrfachversicherung vom Versicherungsnehmer aktiv zurückgefordert werden.

## Finanzierung
Die Finanzierung des Gesundheitssystems erfolgt für den extramuralen Bereich überwiegend durch Krankenversicherungsbeiträge und Selbstbehalte, zuletzt vermehrt auch durch Steuermittel. Der intramurale Bereich wird überwiegend durch Länder und Sozialversicherung finanziert.

### Krankenversicherungsbeiträge
Bei unselbständig Erwerbstätigen besteht der Krankenversicherungsbeitrag aus einem Dienstnehmer- und einem Dienstgeberanteil. Der Dienstnehmeranteil wird direkt vom Gehalt abgezogen und vom Arbeitgeber mit der Sozialversicherung verrechnet.
| Dienstnehmeranteil an der KV                                                                                                | 3,87 % bei Angestellten und Arbeitern |
| Dienstgeberanteil an der KV                                                                                                 | 3,78 % bei Angestellten und Arbeitern |
| Höchstbeitragsgrundlage der gesamten Sozialversicherung (PV (10,25 %) + KV (3,87 %) + ALV (2,95 %)) Dienstnehmer monatlich> | 6.450 €                               |

Bei Gewerbetreibenden wird der Krankenversicherungsbeitrag durch die Sozialversicherungsanstalt der gewerblichen Wirtschaft (SVA) ermittelt.
| Beitragssatz                      | 6,8 %   |
| Höchstbeitragsgrundlage monatlich | 7.525 € |

### Selbstbehalte
Selbstbehalte existieren in verschiedensten Formen:
- Selbstbehalte bei Medikamenten (Rezeptgebühr)
- Selbstbehalte bei Heilbehelfen
- Selbstbehalte bei Arztbesuchen bei einzelnen Sozialversicherungsträgern (Versicherungsanstalt öffentlich Bediensteter (BVA), Sozialversicherungsanstalt der Bauern (SVB), Versicherungsanstalt für Eisenbahnen und Bergbau (VAEB))
- Selbstbehalte bei stationären Behandlungen in Krankenanstalten
- e-card-Gebühr (bei den meisten Trägern)
- Früher: Krankenscheingebühr (mit der Einführung der E-Card abgeschafft)
- Früher: Ambulanzgebühr (aufgrund mangelnder öffentlicher und allgemeiner politischer Akzeptanz zuerst mit zahlreichen Ausnahmen versehen und danach u. a. wegen zu großen Verwaltungsaufwandes nach kurzer Zeit wieder abgeschafft)

### Ambulante Versorgung
- Durchschnittliche Ärztedichte

Durchschnittlich kommt auf 213 Einwohner je ein berufsausübender Arzt. Im Vergleich der letzten 10 Jahre gab es eine Zunahme um 26,3 %.
- Kosten in diesem Bereich

Für die ambulante Gesundheitsversorgung haben private Haushalte und ihre Versicherungsunternehmen im Jahre 2004 ca. 2 Mrd. Euro ausgegeben. Zwischen 1997 auf 2004 sind diese Ausgaben durchschnittlich um 3,3 % jährlich gestiegen.
- Nicht eingeschlossen: betriebsärztliche Leistungen

### Krankenanstalten
Für öffentlich allgemeine Krankenanstalten, öffentliche Sonderkrankenanstalten und private gemeinnützige allgemeine Krankenanstalten existiert eine öffentliche Finanzierung (2002: ca. 150 Fondskrankenanstalten für 72 % der gesamtösterreichischen Spitalsbetten bzw. 85 % der stationär versorgten Patienten).
Seit 1997 wird das System der Leistungsorientierten Krankenanstaltenfinanzierung angewandt. Es besteht aus zwei Finanzierungsebenen.
1. Der Kernbereich. Hier wird bundeseinheitlich je stationärem Aufenthalt eine Punkteanzahl vergeben, die sich aus der Leistungskomponente (abh. von der Diagnose) und der Tageskomponente (Aufenthaltsdauer, Dauer der Intensivbetreuung) zusammensetzt.
2. Der Steuerungsbereich. Hier kann landesspezifisch auf den Versorgungsauftrag der Krankenanstalten eingegangen werden.
Die auf Landesebene verwalteten Fonds zur Finanzierung der Fondskrankenanstalten beziehen ihre Beiträge aus folgenden Quellen:
| Quelle                                                          | Finanzierungsanteil |
| --------------------------------------------------------------- | ------------------- |
| Sozialversicherung                                              | ca. 51 %            |
| Umsatzsteueranteile (Bund, Land, Gemeinden)                     | ca. 8 %             |
| Zusätzliche Mittel des Bundes                                   | ca. 2 %             |
| Beihilfen nach dem Gesundheits u. Sozialbereich-Beihilfengesetz | ca. 6 %             |
| Landesmittel                                                    | ca. 15 %            |
| Gemeindemittel                                                  | ca. 10 %            |
| Ausgleichsmittel                                                | ca. 2 %             |
| Sozialhilfe                                                     | ca. 1 %             |
| Beiträge, Refundierungen u. ähnl.                               | ca. 1 %             |
| Ausländische Patienten                                          | ca. 3 %             |

Strukturfonds
Der Strukturfonds erhält seine Mittel aus einem Anteil des Aufkommens an der Umsatzsteuer und sonstigen Bundesbeiträgen.
| Strukturfonds                     | 2001       |
| Anteil des Umsatzsteueraufkommens | 236 Mio. € |
| sonstige Bundesbeiträge           | 242 Mio. € |

Der Privatkrankenanstalten-Finanzierungsfonds ist die Ausgleichstelle für die Leistungen der Privat-Krankenanstalten, für die eine Leistungspflicht der sozialen Krankenversicherung besteht.

## Statistiken

### Österreich
| Krankenanstalten (2011)                        | 273                   | davon mit Öffentlichkeitsrecht              | 45,8 %   |
| Bettenanzahl in Krankenanstalten (2011)        | 64.417                | Betten pro 100.000 Einwohner (Bettendichte) | 0765     |
| Niedergelassene Ärzte bzw. Ordinationen (2012) | 16.673                | Einwohner je Arztpraxis                     | 0508 (1) |
| Apotheken (2011)                               | 1.292 (+ 24 Filialen) | Einwohner je Apotheke                       | 6518     |

| Bundesland       | Bettendichte |
| ---------------- | ------------ |
| Wien             | 797          |
| Kärnten          | 891          |
| Salzburg         | 918          |
| Steiermark       | 875          |
| Oberösterreich   | 730          |
| Tirol            | 690          |
| Niederösterreich | 697          |
| Vorarlberg       | 597          |
| Burgenland       | 539          |

| Bereich                                              | 2011          | Veränderung zu 2010 |
| ---------------------------------------------------- | ------------- | ------------------- |
| Gesamteinnahmen der gesetzlichen Krankenversicherung | 14.949 Mio. € | 2,1 %               |
| davon Beiträge von Arbeitnehmern und Arbeitgebern    | 12.318 Mio. € | 3,3 %               |
| Aufwand der gesetzlichen Krankenversicherung         | 14.657 Mio. € | 2,7 %               |

| Aufgliederung                                                  | in Mrd. Euro | in %  |
| -------------------------------------------------------------- | ------------ | ----- |
| Ärztliche Hilfe                                                | 4,568        | 30,1  |
| Anstaltspflege                                                 | 4,446        | 29,3  |
| Verwaltungsaufwand                                             | 0,430        | 2,8   |
| Arzneimittel                                                   | 3,005        | 19,8  |
| Heilbehelfe                                                    | 0,240        | 1,6   |
| Sonstige Ausgaben                                              | 2,500        | 16,5  |
| Ausgaben gesamt                                                | 15,189       | 100,0 |
| Quellen: Sozialversicherungen, Österreichische Apothekerkammer |              |       |

### Internationaler Vergleich
In Internationalen Vergleich – und auch europaweit – stellt sich das österreichische Gesundheitssystem als eines der teuersten dar, wird aber auch als eines der besten beurteilt.
| Rang | Land         | % des BIP |
| ---- | ------------ | --------- |
| 1    | USA          | 15,3      |
| 2    | Schweiz      | 11,6      |
| 3    | Frankreich   | 11,1      |
| 4    | Deutschland  | 10,7      |
| 5    | Belgien      | 10,3      |
| 7    | Österreich … | 10,2      |
| 12   | Niederlande  | 9,2       |
| 13   | Schweden …   | 9,1       |
|      | OWZE         | 9,0       |
| 18   | Italien …    | 8,9       |

| Rang | Land          | US-$ |
| ---- | ------------- | ---- |
| 1    | USA           | 6401 |
| 2    | Luxemburg     | 5352 |
| 3    | Norwegen      | 4364 |
| 4    | Schweiz       | 4177 |
| 5    | Österreich …  | 3519 |
| 9    | Kanada …      | 3326 |
| 10   | Deutschland … | 3287 |
| 16   | Schweden …    | 2918 |
|      | OWZE          | 2759 |

| 1.  | Frankreich       |
| 2.  | Italien          |
| 3.  | San Marino       |
| 4.  | Andorra          |
| 5.  | Neuseeland       |
| 6.  | Singapur         |
| 7.  | Spanien          |
| 8.  | Oman             |
| 9.  | Österreich       |
| 10. | Japan …          |
| 18. | Großbritannien … |
| 20. | Schweiz …        |
| 25. | Deutschland …    |

### Gesundheitserwartung in den EU-Mitgliedstaaten

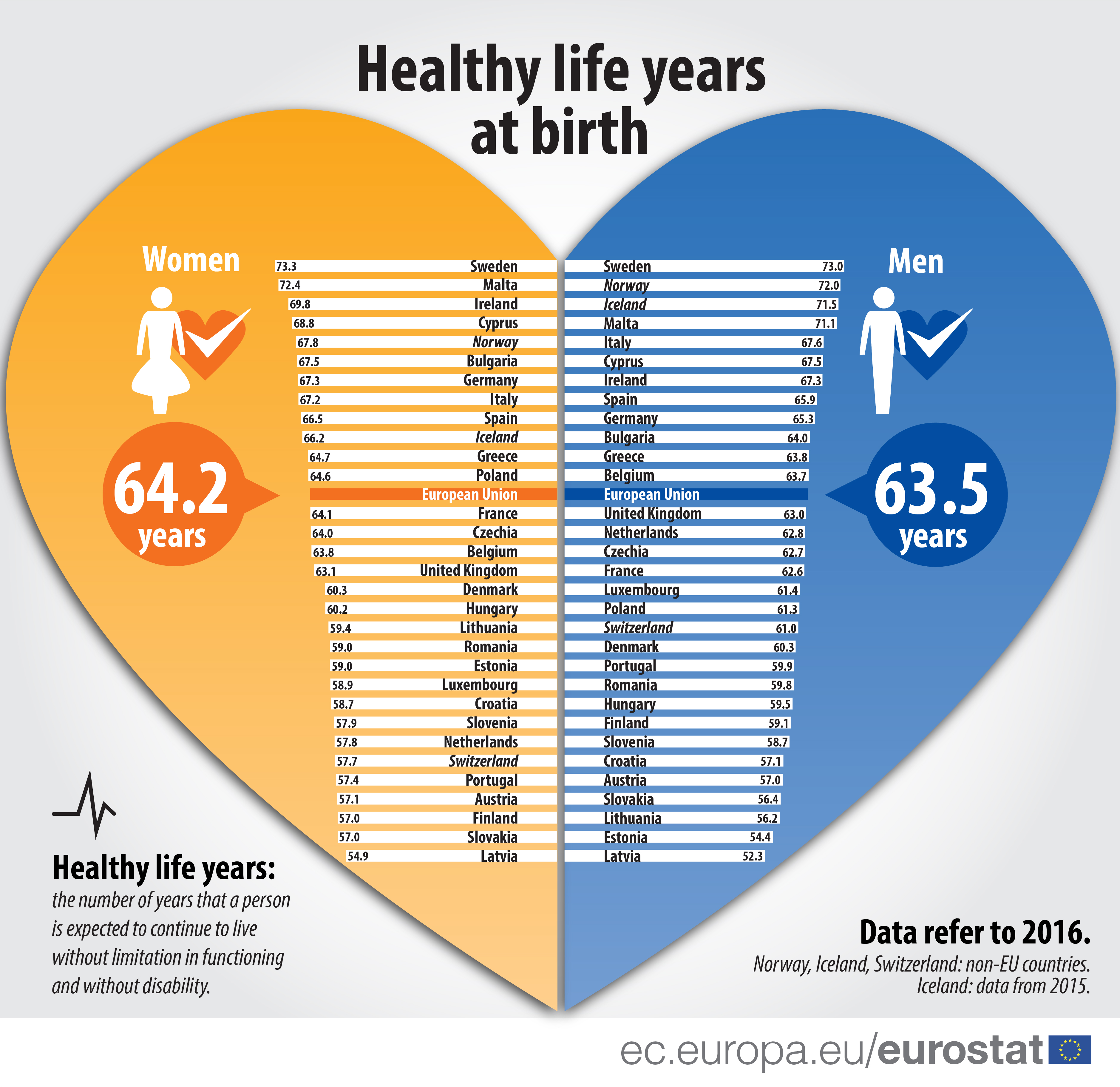
EU-Vergleich Gesunde Lebenserwartung bei der Geburt (2016)

- Die GLJ-Schätzungen werden für die 27 EU-Mitgliedstaaten unter Verwendung der EU-SILC-Daten[13] für 2016 bereitgestellt 
(siehe Abbildung links).
- Die Analysen der Werte für gesunde Lebensjahre weisen auf signifikante Ungleichheiten zwischen den europäischen Ländern hin.
- So liegt z. B. die Gesundheitserwartung in Schweden bei Frauen gleich um 16,2 Jahre höher als in Österreich.
- Die Gesundheitserwartung in Schweden liegt bei Männern um 16,0 Jahre höher als in Österreich.

### Tabelle Gesundheitserwartung in den EU-Mitgliedstaaten

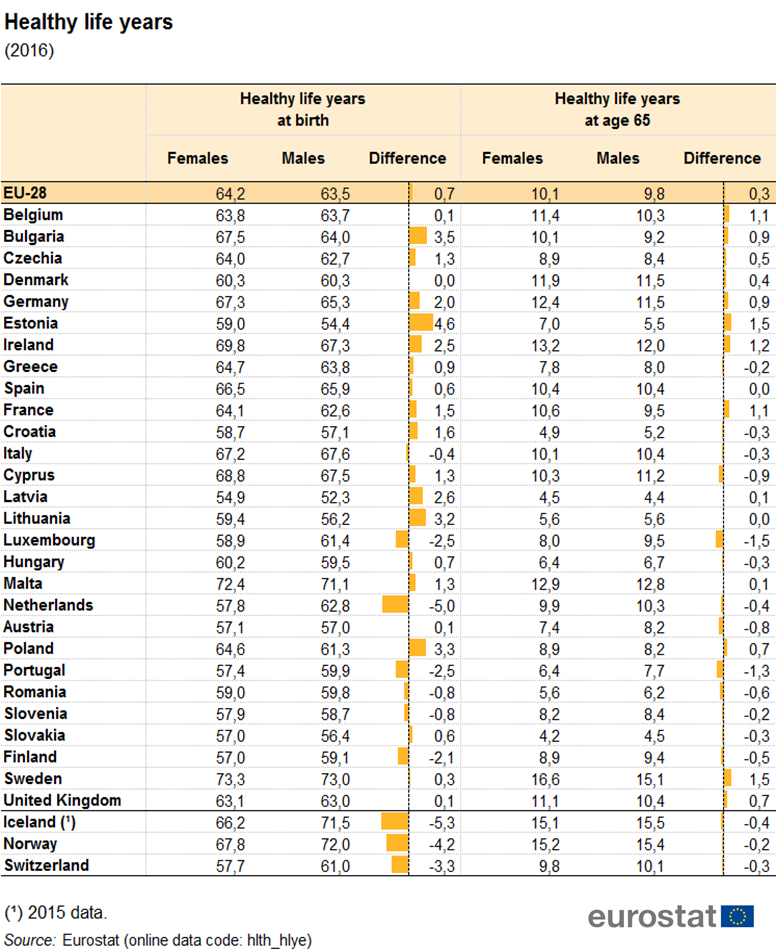
EU-Vergleich Gesunde Lebenserwartung bei der Geburt (2016)